# Andriej Konczałowski
Andriej Siergiejewicz Michałkow-Konczałowski (ros. Андре́й Серге́евич Михалко́в-Кончало́вский; ur. 20 sierpnia 1937 w Moskwie) – radziecki oraz rosyjski reżyser i scenarzysta.

## Życiorys
Jest synem poety Siergieja Michałkowa (autora słów zarówno do hymnu radzieckiego jak i rosyjskiego) oraz starszym bratem reżysera Nikity Michałkowa. Przyjęty przez niego pseudonim Konczałowski jest panieńskim nazwiskiem jego matki, córki malarza Piotra Konczałowskiego.
Uczęszczał do moskiewskiego konserwatorium, przygotowując się do kariery pianisty. Współpracował z Andriejem Tarkowskim przy scenariuszu Andrieja Rublowa. Jego pełnometrażowy debiut reżyserski z 1965, Pierwszy nauczyciel, był adaptacją powieści Czingiza Ajtmatowa. Na przełomie lat 60. i 70. zrealizował filmy na podstawie utworów rosyjskich klasyków: Szlacheckie gniazdo (1969, na podstawie powieści Iwana Turgieniewa) oraz Wujaszka Wanię (1971, w oparciu o sztukę Czechowa).
Po nakręceniu epickiej Syberiady (1979), wyróżnionej drugą nagrodą Grand Prix Jury na 32. MFF w Cannes, otrzymał możliwość legalnego wyjazdu do USA. Pierwszym jego amerykańskim filmem byli Kochankowie Marii (1984), z Nastassją Kinski w roli głównej. Następnie wyreżyserował ciepło przyjęty przez krytyków Uciekający pociąg, powstały na podstawie scenariusza Akiry Kurosawy. Artystyczną porażką okazał się Tango i Cash (1989) z gwiazdami: Sylvestrem Stallone i Kurtem Russellem w rolach tytułowych. Konczałowski został zastąpiony w czasie realizacji filmu przez Alberta Magnoli.
Na początku lat 90. Konczałowski powrócił do Rosji (Kurka Riaba, 1994; Dom wariatów, 2002), okazjonalnie realizuje również filmy historyczne dla amerykańskich stacji telewizyjnych (miniserial Odyseja 1997). Dwukrotnie otrzymał Srebrnego Lwa za najlepszą reżyserię na 71. i 73. MFF w Wenecji – odpowiednio za filmy Białe noce listonosza Aleksieja Triapicyna (2014) oraz za Raj (2016).
Pracuje także w teatrze.
Zasiadał w jury konkursu głównego na 31. MFF w Cannes (1978). Przewodniczył obradom jury sekcji "Cinéfondation" na 59. MFF w Cannes (2006).
Od stycznia 2023 roku na liście sankcji Ukrainy, za poparcie dla reżimu Putina.

## Odznaczenia
- 1997 – Order „Za zasługi dla Ojczyzny” IV Klasy (Federacja Rosyjska)[1]
- 2003 – Order Danaker (Kirgistan)[2]
- 2011 – Kawaler Legii Honorowej (Francja)[3]
- 2018 – Kawaler Orderu Zasługi Republiki Włoskiej (Włochy)[4]

## Filmografia

### Scenariusz
- 1968: Taszkient – miasto chleba

### Reżyseria
- 1966: Historia Asi Klaczinej, która kochała, lecz za mąż nie wyszła
- 1974: Romanca o zakochanych
- 1978: Syberiada
- 1985: Uciekający pociąg
- 1989: Tango i Cash
- 2002: Dom wariatów
- 2003: Lew w zimie
- 2007: Kocham kino